# Hidden Hills, California
Hidden Hills este un oraș din California, SUA. Se află la o altitudine de 328 m deasupra nivelului mării. Are o suprafață de 4,373447 km². Populația este de 1.725 locuitori, determinată în 1 aprilie 2020, prin recensământ.